# Vœgtlinshoffen
Voegtlinshoffen – miejscowość i gmina we Francji, w regionie Grand Est, w departamencie Górny Ren.
Według danych na rok 1990 gminę zamieszkiwało 446 osób, a gęstość zaludnienia wynosiła 112 osób/km² (wśród 903 gmin Alzacji Voegtlinshoffen plasuje się na 498. miejscu pod względem liczby ludności, natomiast pod względem powierzchni na miejscu 561.).